# Machado de Assis
Joaquim Maria Machado de Assis (Rio de Janeiro, 21 giugno 1839 – Rio de Janeiro, 29 settembre 1908) è stato uno scrittore e poeta brasiliano.

## Biografia

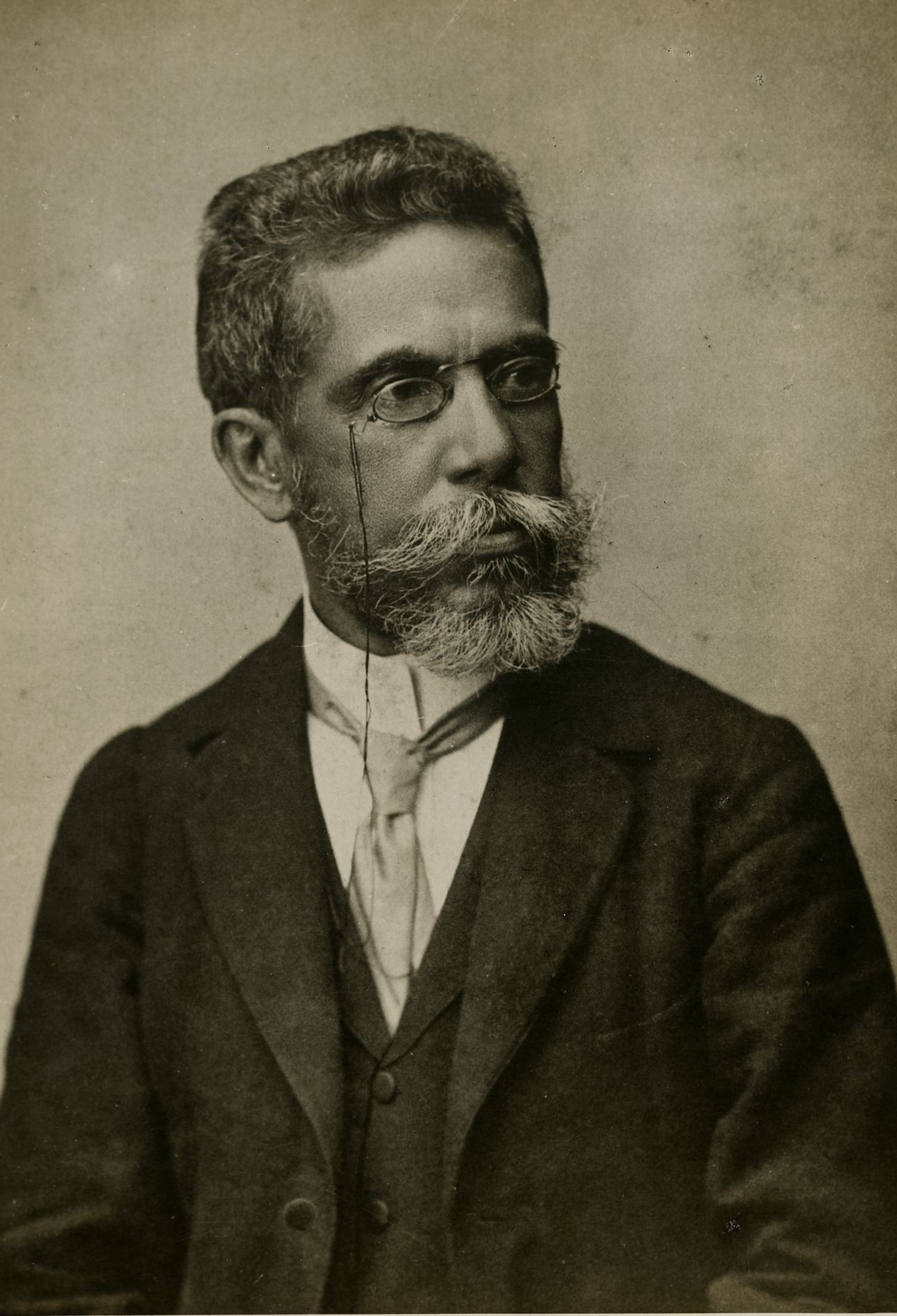
Joaquim Maria Machado de Assis

Nonostante sia poco apprezzato come poeta, è considerato uno dei maggiori scrittori in prosa della letteratura brasiliana e uno dei maggiori della letteratura universale di tutti i tempi.
Nacque a Rio de Janeiro, in una famiglia di meticci di umili origini. Sia le sue precarie condizioni di salute, causate da una tormentosa epilessia, sia i drammi familiari, come la morte precoce della madre e della sorella, lo indussero verso un morboso pessimismo, a mala pena mitigato dal successo dei suoi lavori letterari e da una felice vita coniugale.
Fin da adolescente fu obbligato a praticare umili mestieri, che non gli impedirono di proseguire i suoi studi e le sue letture.
Svolse, tra le altre, l'attività di tipografo, correttore di bozze, redattore, e infine critico letterario del giornale Diario do Rio de Janeiro .
Si rinchiuse in sé stesso sin da ragazzo, a causa della timidezza e delle seconde nozze del padre e indirizzò le prime angosce e il suo temperamento sentimentale nei versi e nelle commedie.
È possibile suddividere in due fasi la sua carriera letteraria: una prima fase, che presenta caratteristiche del Romanticismo, in cui sono presenti le sue prime opere, la fantasia drammatica teatrale Delusioni (1861), la prima raccolta poetica Crisálidas (1864), e la seconda intitolata Falenas (1869), Ressurreição (1872), Helena (1876), Iaiá Garcia (1878); e un secondo momento, agevolato dalle letture di Henry Fielding, William Makepeace Thackeray, Charles Dickens e dall'affermazione del naturalismo in Francia e del realismo nel Portogallo, che presenta caratteristiche del Realismo, in cui sono presenti grandi opere come: Memórias Póstumas de Brás Cubas (1881), Dom Casmurro (il suo capolavoro, 1899), Esaú e Jacó (1904) e Quincas Borba. Ma i tre scrittori nei quali si riconobbe e si identificò meglio che in altri furono Luciano con la sua bizzarria, Lucrezio con il suo pessimismo, Michel Eyquem de Montaigne con la sua ricerca introspettiva.
La sua opera è fortemente caratterizzata da scetticismo, da umorismo raffinato e da analisi psicologica acuta e raffinata. È il trionfo di una sottile sensibilità psicologica. Machado ha sviluppato uno stile inimitabile, distillato da sue proprie riflessioni e appunti, basato su una profonda comprensione della natura umana. 
Influenzato dalla dottrina di Schopenhauer, riuscì a dimostrare che la pietà verso il prossimo è il miglior rimedio nel «peggior dei mondi possibili».
La sua filosofia pessimistica si convertì al pirronismo: non si fonda su stabili convinzioni, ma gioca con tutte le idee rigirandole come per evidenziare tutte le sfacettature delle realtà o tutte le facce di un prisma, per estrapolarne i più imprevedibili riflessi.
Il suo paese ha saputo percepirlo e i modernisti iconoclasti non hanno osato attaccarlo. Ma Machado, mulatto, balbuziente ed epilettico, nonostante sia stato scelto dapprima come alto funzionario del Ministero dell'Agricoltura (dal 1873) e poi come primo presidente dell'Accademia Brasiliana delle Lettere (1896), ha conservato intatte la sua modestia e la sua umiltà al punto da evitare "l'alto mondo" e a creare, in silenzio, romanzi capaci di rompere il velo delle apparenze e rivelare la reale essenza della fragilità umana.
Gli ultimi anni di vita furono rattristati dalla morte della moglie e l'autore, tormentato e provato fisicamente e moralmente, da quel momento ridusse il suo impegno letterario.

## Opere tradotte in italiano

### Romanzi
- 1872 - Resurrezione (Ressurreição, traduzione di Bruno Pinto, Rotte Perdute Traduzioni, 2024)
- 1874 - La mano e il guanto (A Mão e a Luva, traduzione di Bruno Pinto, Rotte Perdute Traduzioni, 2025)
- 1876 - Helena (Helena, traduzione di Carla Cirillo, Liguori, Napoli, 2006)
- 1881 - Memorie postume di Brás Cubas (Memórias Póstumas de Brás Cubas, trad. di Mario Da Silva, Corbaccio, Milano, 1928; trad. di Giuseppe Alpi, Carabba, Lanciano, 1929; Memorie dall'aldilà, trad. di Laura Marchiori, Rizzoli, Milano, I ed. 1953; Memorie postume di Brás Cubas, a cura di Rita Desti, UTET, Torino, 1983; con il titolo Marcela mi amò per quindici mesi e undicimila scudi, niente meno, trad. di Silvia Marianecci, Azimut, Roma, 2005; con il titolo Memorie dall'aldilà, a cura di Samuele Bucelli Martinozzi, Barbes, Firenze, 2010)
- 1891 - Gioachin Borba, l'uomo o il cane? (Quincas Borba, trad, di Giuseppe Alpi, Corticelli, Milano, 1930; con il titolo La fortuna di Rubiano, Corticelli, Milano, 1934; con il titolo Quincas Borba, trad. di Laura Marchiori, Rizzoli, Milano, 1967; Quincas Borba, trad. di Elena Tantillo, Sette città, Viterbo, 2009; con il titolo Gioachin Borba. L'uomo o il cane?, trad. di Valentina Manzo, Mursia, Milano, 2012)
- 1899 - Don Casmurro (Dom Casmurro, trad. di Giuseppe Alpi, Istituto Cristoforo Colombo, Roma, 1930; trad. di Liliana Borla, F.lli Bocca Editori, Milano-Roma, 1954; trad. di Laura Marchiori, Fabbri, Milano, 1996; a cura di Gianluca Manzi e Lea Nachbin, Fazi Roma, I ed. 1997; a cura di Guia Boni, Fabula, Cagliari, 2006)
- 1904 - Esaù e Giacobbe (Esaú e Jacó, traduzione, prefazione e note traduttologiche di Maria Serena Felici, Firenze, Lorenzo de' Medici Press, 2022)
- 1908 - Memoriale di Aires (Memorial de Aires, trad. di Giuliana Segre Giorgi, Il quadrante, Torino, 1986, poi Lindau, Torino, 2009)

### Racconti
- 1870 - Contos Fluminenses (Racconti di Rio de Janeiro, trad. di Lorenza Aghito, Ceschina, Milano, 1962)
- 1882 - O alienista (L'alienista, trad. di Gianni Guadalupi, Franco Maria Ricci, Parma, 1976; trad. di Rita Desti, Bulzoni, Roma, 1984; trad. di Giuliana Segre Giorgi, Lindau, Torino, 2002)
- 1884 - Histórias sem data (Storie senza data, a cura di Amina Di Munno, Lucarini, Roma, 1989)
- La cartomante e altri racconti, a cura di Amina Di Munno, Einaudi, Torino 1990
- Historias, a cura di Amina Di Munno, Viviani, Roma, 1995
- Galleria postuma e altri racconti, a cura di Giuliana Segre Giorgi, Lindau, Torino, 2002
- La felicità è un paio di stivali : un'antologia di racconti inediti, a cura di Angela Masotti, Felici, San Giuliano terme, 2010)
- Cronache brasiliane, trad. di Giuliana Segre Giorgi e G. Bertoneri, Lindau, Torino, 2016)

### Poesia
- 1864 - Crisálidas (Crisalidi, trad. C. De Luca, Kolibris, Bologna, 2014)
- 1870 - Falenas (Falene, trad. C. De Luca, Kolibris, Bologna, 2014)